# Metro van Tasjkent
De metro van Tasjkent (Oezbeeks: Toshkent metropoliteni; Russisch: Ташкентский метрополитен, Tashkentski metropoliteni) is het oudste metrosysteem in Centraal-Azië en de ruggengraat van het openbaar vervoer in de hoofdstad van Oezbekistan. Het net werd geopend in 1977 als zevende metrosysteem in de Sovjet-Unie. Het net bestaat uit vier lijnen met een gezamenlijke lengte van 70,4 km en telt het 50 stations. De metro van Tasjkent vervoert ongeveer 620.000 mensen per dag.

## Geschiedenis
De plannen voor een metro in Tasjkent werden ontwikkeld in 1968, twee jaar na een zware aardbeving. Nadat de stad de ramp te boven was gekomen nam de bevolking met de helft toe en groeide ook het grondgebied van Tasjkent aanzienlijk; er ontstond een behoefte aan sneller en efficiënter openbaar vervoer. Het Sovjetplanningsbureau Metrogiprotrans en zijn plaatselijke afdeling Tasjkentmetroprojekt ontwierpen een metronetwerk met de in de Sovjet-Unie veel toegepaste structuur van drie lijnen die elkaar in het centrum kruisen in de vorm van een driehoek.
De bouwwerkzaamheden aan de eerste lijn, van het stadscentrum naar een groot woongebied in het zuidwesten, begonnen in 1972. De aanleg werd vergemakkelijkt door het feit dat dit tracé grotendeels een brede verkeersader volgt. Op 6 november 1977 opende de negen stations tellende metrolijn zijn deuren voor reizigers. Drie jaar later, op 10 augustus 1980, werden er nog drie stations aan de Chilonzor-lijn toegevoegd en bereikte hij zijn huidige noordoostelijke eindpunt.
De O'zbekiston-lijn, de tweede lijn van het net, kwam op 27 oktober 1984 in gebruik tussen het centrum van de stad en het belangrijkste spoorwegstation. Tussen 1987 en 1991 werd deze lijn in beide richtingen verlengd. De derde lijn van de metro van Tasjkent, de Yunsobod-lijn, werd geopend op 26 oktober 2001. Op 30 augustus 2020 opende een vierde lijn, de Halqa-lijn, eerst met een beperkt traject van 11 km en 7 stations, in 2023 verlengd tot 18,7 km en 12 stations. Eens afgewerkt krijgt deze lijn een cirkelvormig traject.

## Lijnen
| Lijn   | Naam             | Lengte  | Opening | Stations |
| ------ | ---------------- | ------- | ------- | -------- |
| 01     | Chilonzor-lijn   | 23,7 km | 1977    | 17       |
| 02     | O'zbekiston-lijn | 14,3 km | 1984    | 11       |
| 03     | Yunsobod-lijn    | 10,5 km | 2001    | 8        |
| 04     | Halqa-lijn       | 21,9 km | 2020    | 14       |
| Totaal |                  | 70,4 km |         | 50       |